# Реституция после Второй мировой войны частным лицам
Реституция после Второй мировой войны произведений искусства частным лицам — процесс возвращения частным лицам (наследникам пострадавших во время Второй мировой войны, в основном — жертвам Холокоста) работ, находившихся в государственных музеях в конце ХХ — начале XXI веков.
Как правило, речь идёт о произведениях искусства, уже много десятилетий находящихся в государственных музеях, куда они попали через цепочку легальных перепродаж, однако всё равно вынужденных их возвращать. Обычно возвращённые по суду произведения от наследников сразу попадают на аукционы, устанавливая рекорды (поскольку вещи такого высокого музейного уровня уже редко попадают в продажу).

## Характеристика
Нацисты активно занимались собирательством предметов искусства, однако производили это весьма хищнически. Произведения, конфискованные ими из государственных музеев, союзники в основном вернули по местам в первые десятилетия после победы (или не вернули, см. трофейное искусство), однако частное имущество, как менее хорошо задокументированное, имело более трудную судьбу.
Большое количество спорных произведений принадлежало зажиточным евреям, и было либо конфисковано при их арестах (см. Холокост), либо выкуплено по грошовым ценам, под нажимом, когда евреи пытались получить разрешение на эмиграцию.
В 1998 году Германия и ещё 43 государства подписали так называемые Вашингтонские принципы, по которым обязывались возвращать бывшим владельцам незаконно изъятые у них картины и после истечения срока давности, в том же году Австрия приняла Закон о реституции предметов искусства, который позволял любому гражданину запросить в музеях информацию о том, каким путём произведения искусства попали в их фонды.
В 2008 году в художественных коллекциях Дрездена была учреждена специальная комиссия по изучению истории бытования работ, поступивших в музей после 1933 года.
В 2009 году в Праге состоялась Международная Конференция по имущественным проблемам периода Холокоста, по итогам которой делегациями из 46 стран в июне 2009 года была принята Терезинская декларация (названная по месту её формального принятия на территории бывшего концлагеря в г. Терезин). Целью конференции было подтверждение и развитие принципов, заложенных Вашингтонской конференцией по активам эры Холокоста (1998) относительно реституции движимого и недвижимого имущества, страховых активов, возврата культурных ценностей и предметов искусства, рабского и принудительного труда, образовательных и гуманитарных проблем жертв Холокоста.

## Случаи

### Густав Климт
В 2005 г. после судебного процесса «Мария Альтман против Австрийской республики» картины были переданы законным владельцам. После того как Австрия отказалась от права преимущественной покупки картин, пять картин Климта — «Портрет Адели Блох-Бауэр I», «Портрет Адели Блох-Бауэр II», «Берёзовая роща», «Яблоня I» и «Дома в Унтерахе на Аттерзе», оцениваемые в 300 млн долларов, 14 февраля 2006 года были привезены в Лос-Анджелес, где Мария Альтман проживала с 1942 года. 19 июня в газетах появилось сообщение о том, что Рональд Лаудер приобрёл «Портрет Адели Блох-Бауэр I» за 135 млн долларов. Портрет с тех пор находится в основанной Лаудером Новой галерее в Нью-Йорке.
- Портрет Адели Блох-Бауэр I, 1907
- Портрет Адели Блох-Бауэр II, 1912
- Берёзовая роща, 1903
- Яблоня I, 1912
- Дома в Унтерахе на Аттерзе, 1916
- Литцльберг на Аттерзе, 1915

Через аукционный дом «Сотбис» в Нью-Йорке за 40,4 млн долларов США была продана картина «Литцльберг на Аттерзе», возвращённая в 2011 году наследнику Амалии Редлих Георгу Йоришу Зальцбургским музеем современного искусства.
Lentos Museum в австрийском Линце лишился «Портрета Рии Мунк III».
В 2013 году наследники венского промышленника Августа Ледерера потребовали от австрийского государства вернуть им одно из главных произведений Густава Климта — цикл «Бетховенский фриз», который был экспроприирован нацистами у еврейских владельцев, после войны возвращён семье, а в 1973 году выкуплен Австрийской Республикой, как утверждают адвокаты, под давлением и по несправедливой цене.
В том же году директор Музея Леопольда в Вене Тобиас Наттер покинул свой пост в знак протеста против связей между членами правления музея и новым фондом, созданным для управления коллекцией произведений Густава Климта, собранной кинооператором и режиссёром Густавом Учицки, снимавшем в Третьем рейхе пропагандистские фильмы. Наттер считает это «большой проблемой для музея»: «Учицки занимался коллекционированием в период нацизма. Тень произведений, похищенных у жертв Холокоста, и так падала на музей все последние годы. Зачем нам связываться с этими людьми? Это непоследовательно и приведёт к конфликту интересов».

### Коллекция Леи Бонди-Ярай
По достигнутым летом 2010 года соглашениям Музей Леопольда в Вене должен выплатить крупную сумму потомкам австрийского арт-дилера Лее Бонди-Ярай, которая из-за своего еврейского происхождения была вынуждена покинуть Австрию в конце 1930-х годов, её собрание было украдено нацистами, а после попало к Рудольфу Леопольду. Чтобы собрать деньги, музей выставил на аукцион «Дома с пёстрым бельем» Эгона Шиле, заработав 40,1 млн долл.

### Коллекция Мендельсон-Бартольди
MoMA и музей Гуггенхайма совместно подали в окружной суд США в Нью-Йорке в 2008 году иск для решения права собственности на две картины Пикассо. Работы были востребованы наследниками Пауля фон Мендельсон-Бартольди, немецко-еврейского банкира, который продал им до своей смерти в 1935 году. Музей утверждал, что не было никаких доказательств того, что работы были проданы под принуждением, и вопрошал, почему никаких исков наследники не предъявляли в предыдущие 70 лет. Дело было урегулировано во внесудебном порядке незадолго до суда.
Ему же принадлежал «Портрет Анхеля Фернандеса де Сото» Пикассо из коллекции Эндрю Ллойда Уэббера. В 2006 году портрет, оценённый в 60 миллионов долларов, был снят с торгов Christie’s в Нью-Йорке за три дня до аукциона в связи с иском Джулиуса Шопса, который заявил, что его дядя — берлинский банкир — вынужден был продать портрет под давлением нацистских властей в 1934 году. Суд Нью-Йорка не нашёл подтверждающих оснований того, что немецкий коллекционер уполномочен представлять своего известного родственника Поля ван Мендельссон-Бартолди, говорится в вердикте суда.

### Коллекция Ротшильдов
В самом начале аншлюса Австрии в 1939 году нацисты конфисковали коллекцию баронов Альберта и Натаниэля Ротшильдов, которую, впрочем, вернули после падения нацистской Германии — за исключением нескольких картин, оставшихся в Венском художественном музее. Но в конце 1990-х наследники получили и их, и тут же выставили на торги Christie’s. В это собрание входил и «Часослов Ротшильда», проданный в 1999 году за 13,4 млн долл, и став самым дорогим иллюминированным манускриптом. Тогда на аукцион было представлено порядка 250 лотов — практически всё собрание австрийских Ротшильдов. И совокупная сумма продаж составила более 90 миллионов долларов.

### Коллекция Хуго Геринга
В 1927 году Малевич выставлял картину на выставках в Варшаве, а позже в Берлине. После срочного отъезда Казимира Малевича в СССР в июне 1927 г. картина была им передана на хранение немецкому архитектору Хуго Герингу. В целом, после выставки Малевич оставил в Берлине в 1927 году более ста своих полотен. Позднее Геринг вывез эти полотна из нацистской Германии, где они подлежали уничтожению как «дегенеративное искусство». В 1958 году его наследники продали картину музею Стеделик в Амстердаме, за солидную по тем временам сумму в 120 тысяч гульденов. 
Когда в 2003—2004 гг. музей выставлял полотна Малевича в США, наследники художника оспорили права Геринга (и, соответственно, музея) распоряжаться ими. После 4-летнего судебного разбирательства стороны пришли к мировому соглашению, согласно условиям которого музей уступил наследникам пять значимых картин из своего собрания.

### Коллекция Гроша
Наследники немецкого художника Георга Гроша годами борются за возвращение конфискованных в 1933 году картин. Три из них сейчас находятся в МоМА.

### Коллекция Гаудстиккера
Первый аукцион «Кристис» картин из культовой коллекции известного голландского торговца антиквариатом XX века Жака Гаудстиккера (Jacques Goudstikker), возвращённой в 2006 наследникам правительством Голландии, принёс $53 миллиона. «Гаудстиккер после нападения нацистской Германии на Нидерланды в мае 1940 года бежал, спасаясь от ужасов Холокоста, бросив около тысячи полотен из своей коллекции, основная доля которой попала к ближайшему соратнику Адольфа Гитлера — Герману Герингу. После окончания войны союзники вернули найденную в Германии коллекцию Гаудстиккера в Нидерланды, рассчитывая, что она будет передана законным владельцам. Однако все попытки вдовы Гаудстиккера Дезире получить картины встречали отказ нидерландских государственных структур, которые передали коллекцию различным музеям страны. Только десять лет назад проживающая в США вдова единственного сына Гаудстиккеров Марей фон Заэр (Marei von Saher) направила нидерландским властям требование вернуть ей, как законной наследнице, коллекцию. Созданная в 2001 году голландскими властями Комиссия по реституции приняла решение о возвращении коллекции Гаудстиккера его наследнице. Поиск других пропавших полотен знаменитой коллекции продолжается до сих пор по всему миру».
Власти Нидерландов в 2006 году вернули наследнице Гаудстиккеров 202 полотна работы выдающихся голландских, фламандских, французских и итальянских художников из коллекции знаменитого антиквара, таких как Рейсдал, Ван Гойен, Стейн, Ван Дейк, Ван Остаде, Тенирс, Тер Борх, Ван Мирис, Лоррэн.

### Коллекция Гурлитта
В 2013 году в квартире Корнелиуса Гурлитта, сына арт-дилера, торговавшего во времена нацизма конфискованным дегенеративным искусством, было обнаружено около 1,5 тыс. работ неизвестного провенанса. Указывают, что 300 из них выставлялись на легендарной выставке дегенеративного искусства в 1937 году. Баварские власти на пресс-конференции заявили о том, что пока что не собираются вывешивать все изображения работ в Интернете, чтобы избежать ложных реституционных исков.

### Коллекция Розенбергов
В марте 2014 года было объявлено, что картина Анри Матисса «Женщина в голубом платье у камина», хранившаяся в Центре искусств Хенни Унстад в Осло, будет возвращена по решению суда родственникам коллекционера Поля Розенберга. В 1941 году она была конфискована у Поля Розенберга, купившего её у автора, Герингом.
«В 1997 году его дочь Мишлин и Анн Синклер (жена Доминика Стросс-Кана) подали в суд на музей Сиэтла, чтобы получить картину Матисса „Одалиск“, и выиграли дело. После смерти матери в 2007 году Анн Синклер продала картину на аукционе Christie’s за $33 млн. В том же году она пожертвовала портрет своих матери и бабушки кисти Пикассо парижскому музею художника. Некоторые работы из коллекции Розенберга обнаружились в квартире пенсионера Корнелиуса Гурлитта».

## Прочее
- 2002: датское правительство вернуло 233 работы семье Гутманн[2]
- 2009: наследники графа Яромира Чернина безрезультатно потребовали от австрийского государства возврата картины Вермеера «Художник в своей мастерской», находящейся с 1946 года в венском Музее истории искусств
- 2010: Музей Висбадена вернул полотно датского художника Питера де Греббера[12]
- 2011: Дрезденская галерея вернула картину Карла Кристиана Фогеля фон Фогельштайна «Портрет Молодой девушки»[2].
- 2012: статуя святого Петра из Дрезденского музея[13]
- 2013: Кельнский музей Людвига вернул наследникам еврейского арт-дилера Альфреда Флечтхейма картину Оскара Кокошки[2] «Портрет актрисы Тиллы Дюрье»
- 2013: Верховный суд ФРГ обязал берлинский музей вернуть проживающему в США мужчине тысячи редких плакатов, изъятых у его отца нацистами[14]
- 2014: правительство Франции вернуло три картины: «Горный пейзаж» фламандца Йооса де Момпера (собрание барона Касселя ван Доорна), «Женский портрет» XVIII века, а также картину «Мадонна с младенцем»[15].

## Организации
- en:European Shoah Legacy Institute — Чехия